# José Gadea Pro
José Gadea Pro (Alicante, 18 de marzo de 1861 - Alicante, 3 de marzo de 1926), alcalde de Alicante. Doctor en Farmacia por la Universidad Central de Madrid. Posteriormente, se hizo Doctor en Medicina. Es recordado popularmente como Doctor Gadea.

## Actividad pública
Fue alcalde de Alicante en tres ocasiones: 1893-1895, 1897-1899 y 1901-1903.
Siendo alcalde, fue inaugurado el monumento dedicado a Eleuterio Maisonnave y Cutayar. El acto se celebró el treinta de junio de 1895 en la plaza de Calvo Sotelo.
Fue Inspector Provincial de Sanidad en Alicante (1906-1918), presidente de la Sociedad Económica de Amigos del País y fue vocal de la Junta del Ilustre Colegio de Médicos de Alicante en la presidencia de Evaristo Manero Mollá, y él mismo presidió el Colegio de Médicos de 1915 a 1917 contando en su Junta con Fco. Martín de Santaolalla de vicepresidente, Eduardo Mangada secretario, Carlos Manero Pineda tesorero, contador Agustín Sánchez San Julián y vocales Enrique Quintero, Miguel Guerri, Manuel Iriarte y Juan Albert.
También fue vicepresidente de la Junta de Protección de la Infancia, Jefe Facultativo (Director) del Hospital Provincial de Alicante y autor del primer Reglamento de Sanidad e Higiene de España.

## Actividad en Masonería
Se inició en la Masonería en la Logia Constante Alona de Alicante en 1880, con 19 años de edad. Su nombre simbólico fue el de Lavoisier.

## Distinciones
Una avenida de Alicante lleva su nombre en el centro de la ciudad. pero poco pudo disfrutarla cuando  A. Sandoval -barón de Petrés- le retiró el nombre del paseo del Dr Gadea que -en este caso- le retornaron a su antiguo nombre “Luchana” tratando también de borrar la labor del médico farmacéutico en la Alcaldía. Esta decisión arbitraria fue rectificada el 12 de agosto de 1898 mediante petición por escrito, firmada por Antonio Martínez Torrejón acompañado de los ediles Enrique Fernández Grau y José Penalva Arques; y usó de su influencia para deshacer cacicadas con el apoyo de liberales y republicanos.
Por su meritoria, desinteresada y altruista labor realizada para el bienestar de la humanidad y en pro de los enfermos y desvalidos de la ciudad de Alicante y su provincia, se le concede en 1921 la Gran Cruz de la Orden Civil de Beneficencia.